# Helen Parkhurst
Helen Parkhurst, född den 3 januari 1887 i Durand i Wisconsin, död den 1 juni 1959 i New Milford i Connecticut, var en amerikansk pedagog, författare, upphovsman till Daltonplanen och skapare av Daltonskolan.

## Biografi
Parkhurst utexaminerades från Wisconsin State Teachers College 1907. Hon tog sin fil.dr-examen vid Barnard College i New York 1917 och var sedan vid detta lärosäte biträdande professor 1924–1931, associerad professor 1931–1944 och från det senare året ordinarie professor i filosofi. Hon studerade senare vid universiteten i Rom och München samt för Maria Montessori 1913–1915. År 1943 tog hon en mastersexamen vid Yale university.
Med sin påverkan från Maria Montessori utvecklade Parkhurst i början av 1900-talet ett nytt undervisningssystem inom den s.k. Daltonplanen. Hon började 1919 tillämpa sin filosofi vid Barnens universitet i Dalton i Massachusetts och 1922 flyttade hon till New York och skolans namn ändrades till The Dalton School.
Daltonplanen för utbildning blev modell för undervisningen i otaliga skolor i hela världen och Parkhurst utsågs till en av de 100 främsta pedagogerna genom tiderna.

## Citat
Om sin syn på undervisning sade Parkhurst bl.a:
"Jag är av den åsikten att påverkan av en lärares samtal med ett enskilt barn om ett vanligt akademiskt ämne är mycket mer potent än vad som sägs under en klasslektion. De av oss som är äldre får ofta höra predikningar eller föreläsningar som inspirerar oss, och om vi har förmånen att prata över punkter med predikanten eller föreläsaren efteråt, är effekten mycket mer empatisk och permanent. Men hur många klasslektioner, som är tråkiga och värdelösa, har barn att lyssna på, och andra där de inte är tillräckligt intresserade av att ställa en fråga? Om vi använder klassen undervisning och individuellt arbete på sina rätta ställen kommer de bästa resultaten att följa."